# Erycibe hainanensis
Erycibe hainanensis là một loài thực vật có hoa trong họ Bìm bìm. Loài này được Merr. mô tả khoa học đầu tiên năm 1922.